# Barney Glaser
Barney Glaser (27. února 1930 San Francisco – 30. ledna 2022 Mill Valley) byl americký sociolog, známý, spolu s Anselmem Straussem, jako jeden ze zakladatelů zakotvené teorie.
Vystudoval ve Stanfordu, studoval také současnou literaturu v Paříži a na univerzitě ve Freiburgu.
Na Kolumbijské univerzitě byl jedním ze studentů P. F. Lazarsfelda a Roberta Kinga Mertona. PhD. studium dokončil 1961, poté začal spolu s A. Straussem pracovat na výzkumu nevyléčitelně nemocných - založeném na rozhovorech v kalifornských nemocnicích (vyšlo jako Awareness of Dying, 1965). Tato práce měla úspěch, částečně i kvůli zodpovězení mnohých metodologických otázek, publikovali spolu se Straussem 1967 knihu The Discovery of Grounded Theory. Později se však rozešli z důvodu neshody ohledně postupu kódování v rámci zakotvené teorie (vzájemnou úctu a respekt si však zachovali).